# Фламинио Бертони
Фламинио Бертони (итал. Flaminio Bertoni; Варезе, 10. јануар 1903 — Онтони, 7. фебруар 1964) био је италијански аутомобилски дизајнер, вајар и архитекта.

## Биографија
Рођен је у граду Варезе, у северној Италији. Након очеве смрти 1918. године прекинуо је школовање и запослио се у радионици Carrozzeria Macchi да би издржавао своју породицу. Интересовао се за аутомобиле, научио је техничко цртање и у своје слободно време студирао вајарство. 1923. године делегација француских инжењера је посетила радионицу, и због креативности Бертонија, позвали су га да стекне искуство у Паризу. Радио је неко време као главни дизајнер у радионици док није основао свој студио.
У Француску је стигао 1931. године заједно са супругом. Млади пар је избегао у Француску, јер је Бертонијева мајка за снају желела другу девојку. Годину дана касније примљен је у Ситроен, за који ће после траксион аванта и спачека дизајнирати незаборавни DS 19, на српском познат као ајкула, и много мање познат ами. Бертони је остао упамћен и по томе што је први дизајнер аутомобила који је правио моделе у три димензије.

## Галерија
- Ситроен траксион авант
- Ситроен 2CV
- Ситроен DS
- Ситроен ами